# Fenchuganj Upazila
Fenchuganj Upazila är ett underdistrikt i Bangladesh. Det ligger i den östra delen av landet, 190 km nordost om huvudstaden Dhaka.
Trakten runt Fenchuganj Upazila består till största delen av jordbruksmark. Runt Fenchuganj Upazila är det tätbefolkat, med 947 invånare per kvadratkilometer.